# Црни кајман
Црни кајман (лат. Melanosuchus niger) је гмизавац из реда крокодила (Crocodylia) и породице алигатора (Alligatoridae). 

## Распрострањење
Врста има станиште у Боливији, Бразилу, Гвајани, Еквадору, Колумбији, Перуу и Француској Гвајани.

## Станиште
Станиште врсте су слатководна подручја.

## Угроженост
Ова врста је крајње угрожена и у великој опасности од изумирања.